# Jörg Behrend
Jörg Behrend (Alemania; 1966) es un gimnasta artístico alemán, especialista en la prueba de salto de potro con la que ha conseguido ser campeón del mundo en 1989.

## 1989
Representano a Alemania del Este, en el Mundial de Stuttgart 1989 consigue la medalla de oro en la prueba de salto de potro, quedando situado en el podio por delante de su compatriota Sylvio Kroll (plata) y del soviético Vladimir Artemov (bronce).